# Эшер, Дэвид Джон
| Открытые астероиды: 10 | Открытые астероиды: 10 |
| ---------------------- | ---------------------- |
| (10369) Синден         | 8 февраля 1995         |
| (12395) Ричнельсон     | 8 февраля 1995         |
| (15834) МакБрайд       | 4 февраля 1995         |
| (16693) Моузли         | 26 декабря 1994        |
| 22403 Manjitludher     | 5 июня 1995            |
| 26891 Johnbutler       | 7 февраля 1995         |
| 37678 McClure          | 3 февраля 1995         |
| 42531 McKenna          | 5 июня 1995            |
| (58345) Муми-тролль    | 7 февраля 1995         |

Дэвид Джон Эшер (англ. David John Asher, 1966) — это британский астроном и первооткрыватель астероидов, который является сотрудником Арманская обсерватории в Северной Ирландии. Он также работал в различных научно-исследовательских центрах Австралии и Японии. В период с конца 1994 по середину 1995 года им было обнаружено в общей сложности 10 астероидов.
Основной областью его интересов являются орбиты и динамики движения комет и метеороидов. В ходе исследований метеороидов, проводимых совместно с Робертом Макнотом, и были обнаружены эти астероиды. В 1999 и 2000 годах ими было оценено время достижения пика метеорным потоком Леониды.
В знак признания его заслуг в честь него был назван астероид (6564) Эшер.